# Robert Elsie

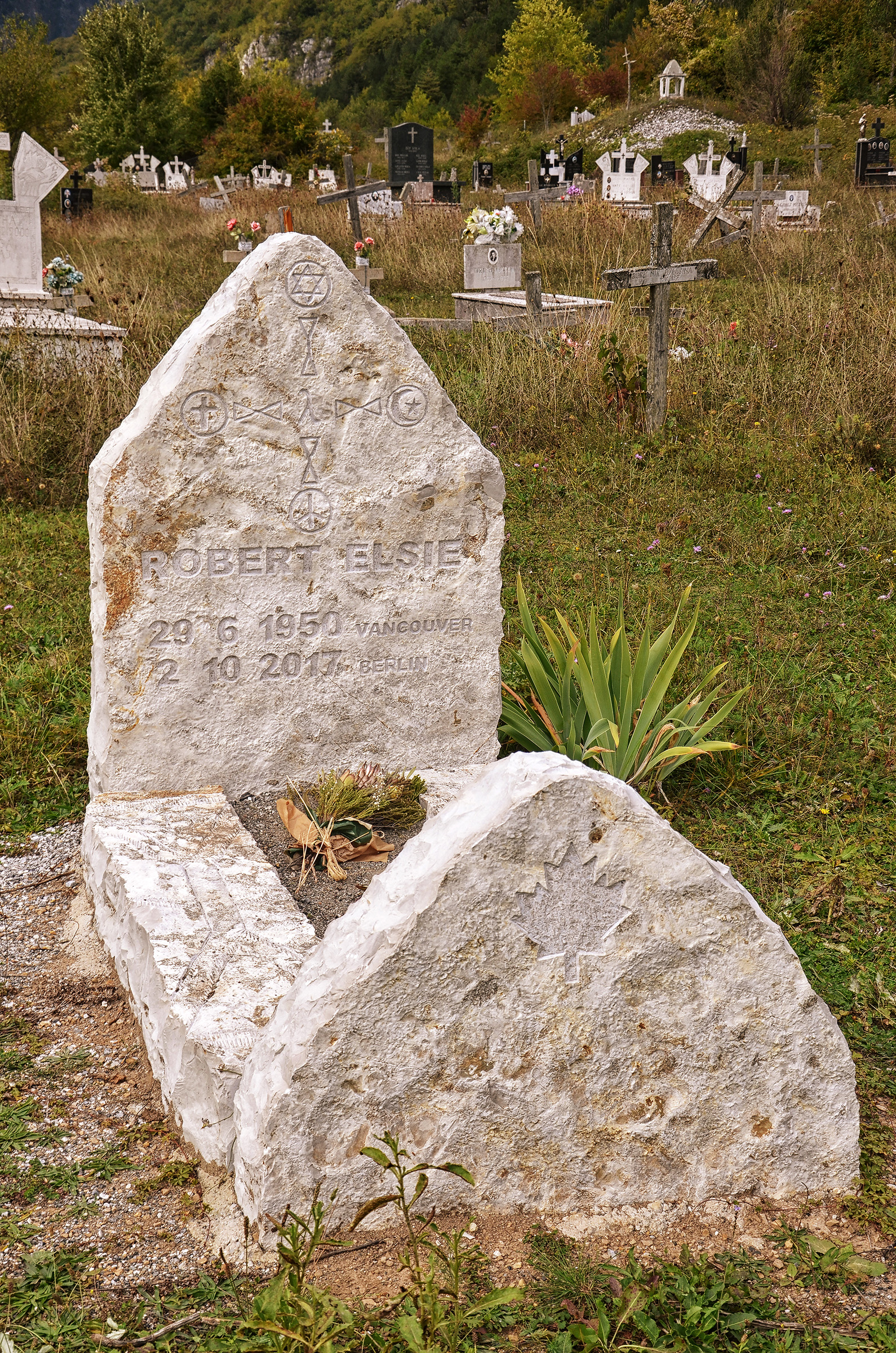
Elsie sírja az észak-albániai Thethben

Robert Elsie (Vancouver, 1950. június 29. – Berlin, 2017. október 2.) kanadai nyelvész, albanológus, műfordító, az albán irodalom, történelem, társadalom- és művelődéstörténet kutatója.

## Életútja
1950. június 29-én született Kanadában, Vancouverben. Tanulmányait a British Columbia-i Egyetemen végezte, 1972-ben klasszika-filológia és nyelvészet szakon diplomázott. Az ezt követő években ösztöndíjasként a Szabad Berlini Egyetemen folytatta posztgraduális tanulmányait, majd következett a párizsi Sorbonne Egyetem és az École pratique des hautes études, Írországban a Dublin Institute for Advanced Studies, végül a Bonni Egyetem, ahol 1978-ban nyelvészetből és keltológiából doktorált.
Miután a Bonni Egyetem Nyelvtudományi Intézete azon kisszámú kutatóhelyek közé tartozott, amelyek tudományos kapcsolatokat tartottak fenn albániai társintézetekkel, Elsie diákként az 1970-es évek második felétől évente tehetett tanulmányutat Albániába. Ő is részt vett az albán nyelv több éves szemináriumán Koszovóban, ahol főként az albán nyelvre és kultúrára irányuló kutatásokat végzett. 1982-től 1987-ig dolgozott a bonni  német Külügyminisztériumnál mint fordító és tolmács, majd az 1990-es évektől szabadúszó szinkrontolmácsként dolgozott. Több nemzetközi szervezet munkáját segítette, így a német kormány mellett az Európai Unió, az Európa Tanács, az ENSZ és a NATO számára végzett albán tolmácsi munkát. 2002 és 2013 között a hágai Nemzetközi Bíróság tolmácsa volt, többek között Slobodan Milošević tárgyalásán is közreműködött.

## Munkássága
Elsie tudományos pályája legelején elkötelezte magát az albanológiai stúdiumok iránt, s az e témában írt könyveinek száma meghaladja a hatvanat. Érdeklődése eleinte az albán irodalom múltjára irányult. 1986-ban jelent meg első irodalomtörténeti áttekintése (Dictionary of Albanian literature, Connecticut, 1986), ezt egy évtizeddel később egy kétkötetes monográfiával egészítette ki (History of Albanian literature, Boulder, 1995), amely albánul és lengyelül is megjelent. Az albán irodalom történeti áttekintése mellett esztétikai megközelítésben is vizsgálta a kortárs irodalmi alkotásokat (összegyűjtve: Studies in modern Albanian literature and culture, Boulder, 1996).
Pályája második szakaszában tudományos kutatásainak fókusza egyre erőteljesebben a történeti vizsgálatok, társadalom- és kultúrtörténeti kérdések felé tolódott el. Történeti szöveggyűjteményeket jelentetett meg (Kosovo: In the heart of the powder keg, Boulder, 1997; Gathering clouds: The roots of ethnic cleansing in Kosovo and Macedonia, Peja, 2002; Early Albania: A reader of historical texts, 11th–17th centuries, Wiesbaden, 2003), majd behatóan foglalkozott az albánság történetével és néprajzával, népi szokásjogának, vallásosságának és hiedelemvilágának múltjával (Dictionary of Albanian religion, mythology and folk culture, London, 2001; Historical dictionary of Albania, Lanham, 2004; Historical dictionary of Kosovo, Lanham, 2004). Az elsők között gyűjtötte össze és adta közre albumokban az Albánia történelmi eseményeit, az életmód változását a 19. század közepétől dokumentáló fényképeket (Wrighting in light: Early photography of Albania and the Southwestern Balkans, Prishtina, 2007; Albania and Kosova in colour, 1913, Tirana, 2010).
Jelentős az albán művelődés- és köztörténet területén végzett szerkesztői és szövegkiadói tevékenysége. Közreadta a Lekë Dukagjini-féle szokásjogi kánon szövegét, újrapublikálta többek között Evlija Cselebi, Jean-Claude Faveyrial, Edward Lear, Nopcsa Ferenc, Berit Backer, Bajazid Elmaz Doda albániai vonatkozású műveit.
Az 1990-es évek elejétől műfordítói tevékenysége is jelentős. Angol és német nyelvre ültetett át népmeséket és népmondákat, klasszikus és kortárs vers- és elbeszélésantológiákat, Migjeni és Ernest Koliqi műveit, valamint több kortárs koszovói költő válogatott munkáit (Azem Shkreli, Ali Podrimja, Eqrem Basha, Flora Brovina), gyakran Janice Mathie-Heckkel együttműködésben. Kettejük munkája többek között az albán epikus énekköltészet klasszikus darabjait közreadó Songs of the frontier warriors: Albanian epic verse (Wauconda, 2004) című kötet, de műfordításaik közül kiemelkedik Gjergj Fishta geg dialektusban megírt, 15 ezer soros Lahuta e malcís (’Hegyvidéki koboz’) soros epikus költeményének angolra való átültetése (The highland lute: The Albanian national epic, London, 2005).
Bár Elsie munkásságának gerincét albanológiai tevékenysége alkotja, jelentősek voltak pályája korai szakaszában végzett keltológiai dialektológiai kutatásai (Dialect relationships in Goidelic: A study in Celtic dialectology, Hamburg, 1986), emellett műfordítói tevékenysége részeként angolul közreadott erdélyi szász és szorb költészeti antológiákat, valamint Konsztandínosz Kaváfisz verseinek német fordítását.

### Elismerései
2013. május 15-én, Bujar Nishani albán miniszterelnök a Hála Medálja érdeméremmel tüntette ki  „az albán kultúra, nyelv, irodalom és történelem mintegy 35 éven át tartó munkával való népszerűsítéséért”, és mert „pozitív képet alkotott Albániáról a világban.”